# P.K.
P.K. (P.K 피케이) est un manhwa du dessinateur Park Chul-ho et du scénariste Lee Jong-kyu publié en Corée du Sud aux éditions Daiwon et en français aux éditions Tokebi.
La série terminée comporte 33 volumes, 23 volumes sont publiés en français (mai 2008).

## Synopsis
Jun Yonggi, Pyo Gihoon et Dungchi dit « le Gros » sont trois collégiens experts en arts martiaux surnommés « les trois étoiles de Kangdam ». À la suite de la mort de leur professeur principal et après l'avoir vengé, chacun d'eux a suivi un chemin différent. Tandis que Yonggi mène une vie de lycéen à peu près ordinaire, Gihoon, grand expert en taekwondo reprend contact avec lui et lui annonce sa décision de participer à des combats très violents où tous les coups sont permis afin de découvrir de nouvelles sensations, le Player Killer (P.K.).